# Залесный (Красноярский край)
Залесный — посёлок в Канском районе Красноярского края. Входит в состав Мокрушинского сельсовета.

## История
В 1976 г. Указом Президиума ВС РСФСР поселок лесоучастка № 2 Канского леспромхоза переименован в Залесный.

## Население
| 2010 |
| ---- |
| 154  |